# 카보베르데 이스쿠두
카보베르데 이스쿠두(포르투갈어: escudo cabo-verdiano, 기호: £№; ISO 4217: CVE)는 카보베르데 공화국의 통화이다.
양은 보통 10자리로 구분하여 시프랑(cifrão)으로 표기된다. 이를테면 20{\displaystyle \mathrm {S} \!\!\!\Vert }00은 20 이스쿠두, 1.000{\displaystyle \mathrm {S} \!\!\!\Vert }00은 1000 이스쿠두가 된다.

## 역사
1914년, 이스쿠두는 카보베르데의 화폐가 되었다. 카보베르데 이스쿠두는 레알을 1000 레이스 (réis) = 1 카보베르데 이스쿠두의 비율로 대체하였다. 비록 지폐는 1865년부터 특히 카보베르데를 위해 대서양은행 (Banco Nacional Ultramarino) 에 의해 발행되었으나 1930년까지, 카보베르데는 포르투갈의 동전을 사용했다.
1975년 포르투갈에서 독립할 때까지, 카보베르데 이스쿠두는 포르투갈 이스쿠두와 가치가 같았다. 끝내 1977-8년에 30퍼센트 정도까지 떨어져 1982-84년에 40퍼센트까지 평가가 절하되었다. 그 뒤로 이스쿠두에 대해 매우 안정화되었다.
1998년 중반에 포르투갈과 "1 포르투갈 이스쿠두 = 0.55 카보베르데 이스쿠두의 안정화된 비율"에 동의하였다. 포르투갈 이스쿠두를 유로로 대체한 뒤로 카보베르데 이스쿠두는 1 유로 = 110.265 이스쿠두의 비율까지 안정화되어왔다. 이러한 안정화는 포르투갈 정보로부터의 신용 시설(credit facility)의 지원을 통해 가능하였다.

## 동전
포르투갈의 통제하에, 동전은 5, 10, 20, 50 센타부스와 1 이스쿠두의 종류로 1930년에 도입되었다. 5, 10, 20 센타부스 동전은 청동으로 만들어졌고 50 센타부스와 1 이스쿠두 동전은 니켈 청동으로 만들어졌다. 1953년, 청동 1 이스쿠두, 니켈 청동 2½ 이스쿠두와 은으로 만들어진 10 이스쿠두 동전이 도입되었고 이어 청동 50 센타부스와 니켈 청동 5 이스쿠두는 1968년에 도입되었다.
독립후, 동전은 20, 50 센타부스, 1, 2½, 10, 20, 50 이스쿠두의 종류로 1977년에 발행되었다. 센타부 동전들은 알루미늄으로 만들어졌고, 1, 2½ 이스쿠두는 니켈 청동, 그리고 그 이상의 동전들은 백동으로 만들어졌다. 현재 쓰이는 동전은 1994년에 다음과 같이 도입되었다. 황동으로 주조된 철 1 이스쿠두, 구리로 주조된 철 5 이스쿠두, 니켈로 주조된 철 10, 20, 50 이스쿠두, 10각형 모양의 이중 금속의 100 이스쿠두이다. 새, 배, 식물, 천연 짐승과 같이 네 개의 디자인 시리즈로 발행되었다. 200 이스쿠두 동전은 독립 30주년을 기념하기 위해 2005년에 발행되었다.

## 지폐

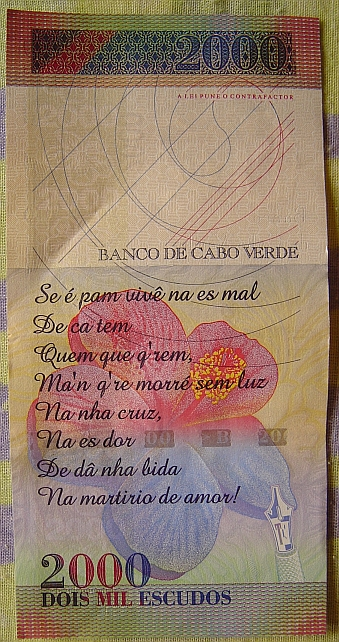
2006년에 발행된 2000 CVE 지폐

1914년, 국립해외은행(Banco Nacional Ultramarino)은 4, 5, 10, 20, 50 센타부스의 종류로 지폐를 도입하였다. 1921년, 지폐는 1, 5, 10, 20, 50, 100 이스쿠두가 발행되었다. 1945년에 도입된 다음 시리즈의 지폐는 5 이스쿠두 미만의 모든 단위를 생략하였으며(대신 동전으로 대체되었다.) 500 이스쿠두 지폐를 포함하였다. 10 이스쿠두 지폐는 5 이스쿠두 지폐를 철회하면서 1953년에 동전으로 대체되었다.
독립한 뒤에 지폐는 100, 500, 1000 이스쿠두로 1977년에 발행되었다. 다음 시리즈의 지폐는 1989년에 도입되었으며 100, 200, 500, 1000, 2500 이스쿠두를 이루고 있다.
현재 시리즈인 3번째 시리즈는 1992년에 200, 500, 1000, 이스쿠두 종류로 도입되었고 1999년에 2000, 5000 이스쿠두 지폐가 추가되었다. 2005년, 200 이스쿠두 지폐는 다시 디자인되었고 이어 500, 1000 이스쿠두 지폐는 2007년에 다시 디자인되었다.

## 역사적 환율
| 년도        | 브라질 헤알  | 유로¹              | 포르투갈 이스쿠두² | 미국 달러 |
| ----------- | ------------ | ------------------ | ------------------ | --------- |
| 1995년      | -            | -                  | 1.93               | 76.853    |
| 1996년      | -            | -                  | 1.90               | 82.591    |
| 1997년      | -            | -                  | 1/1.90             | 93.177    |
| 1998년      | -            | -                  | 0.55 (고정환율)    | 98.158    |
| 1999년      | -            | 110.265 (고정환율) | 0.55000            | 102.700   |
| 1999년 12월 | -            | 110.265 (고정환율) | 0.55000            | 107.285   |
| 2005년      | -            | 110.265 (고정환율) | 옛 통화            | 약 90     |
| 2006년 2월  | 약 40에서 50 | 110.265 (고정환율) | 옛 통화            | 약 90     |
| 2006년 4월  | 약 40에서 50 | 110.265 (고정환율) | 옛 통화            | -         |
| 2007년 1월  | 39.86        | 110.265 (고정환율) | 옛 통화            | 85.36     |

¹ - 1999년 1월 1일에 통화가 만들어짐; 2002년 1월 1일까지 유통되지 않았음
² - 2002년 3월 1일 현재로, 포르투갈 이스쿠두는 더 이상 법화가 아니다.
Note: 이 비율은 xe.com에서 가져온 것이며 위의 안정화된 비율과 맞지 않을 수 있다

## 같이 보기
- 유로 관련 통화
- 카보베르데의 경제